# Kasteel van Heusden

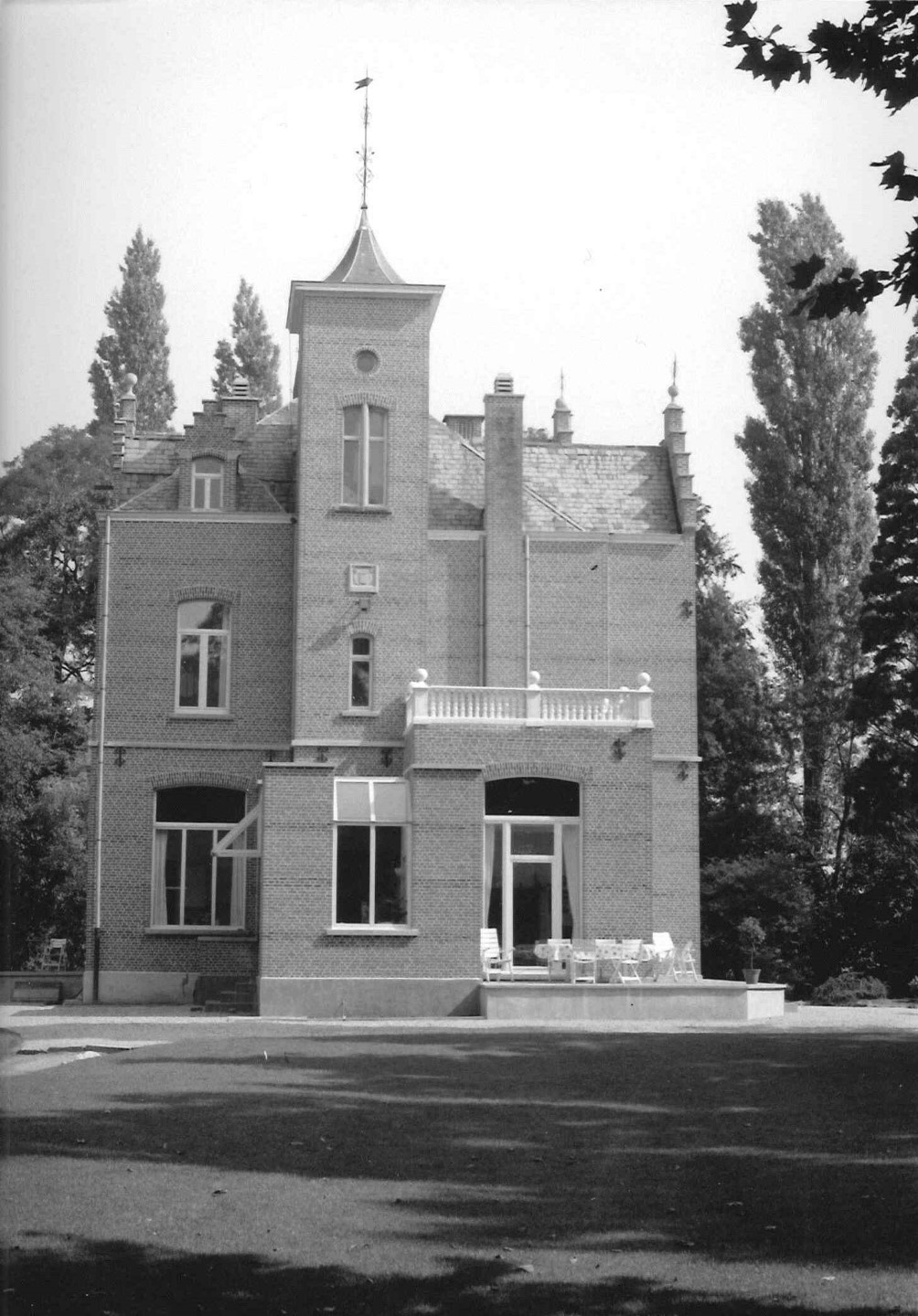
Kasteel van Heusden

Het Kasteel van Heusden (niet te verwarren met Kasteel Heusden) is een voormalig kasteel in de tot de Oost-Vlaamse gemeente Destelbergen behorende plaats Heusden, gelegen aan Damvalleistraat 45.

## Geschiedenis
Hier was, zeker sinds het begin van de 11e eeuw, de zetel van de heren van Heusden. Het betrof een door een ringgracht omgeven donjon. Omstreeks 1200 vond het huwelijk plaats van Beatrix van Heusden en Zeger III, die burggraaf was van Gent. Deze zou het kasteel hebben willen omvormen analoog aan het Gentse Gravensteen, maar uiteindelijk liet hij ten noordoosten van de bestaande burcht een tweede vesting bouwen, eveneens omringd door een cirkelvormige gracht. Aldus ontstond een achtvormige gracht en een vrijwel onneembare vesting.
In de 14e of de 15e eeuw zou het kasteel verlaten zijn en werd het feodale hof naar het schepenhuis te Heusden overgebracht. In 1725 zou nog een bouwval van het kasteel te zien zijn geweest, maar later verdween het gebouw. In 1899 werd de gracht hersteld, waarbij de fundamenten van het kasteel in kaart konden worden gebracht. In 1911 werden nog enkele overblijfselen van het kasteel gerestaureerd.
Op het noordoostelijk deel van de site van het historische kasteel werd in 1899 een nieuw kasteeltje gebouwd in eclectische stijl. Een torentje op vierkante plattegrond en een trapgeveltje zijn kenmerkend voor het gebouw.